# Норддюрс (муніципалітет)
Норддюрс (дан. Norddjurs) — данська комуна у складі регіону Центральна Ютландія. Адміністративний центр комуни — місто Ґрено.

## Історія
Муніципалітет було утворено 2007 року з таких комун:
- Грена
- Нерре Дюрс
- Роугсе
- Сеннергалл

## Залізничні станції
- Грена
- Труструп